# U-19 Bundesliga
U-19 Bundesliga, cunoscută oficial ca A-Junioren-Bundesliga, este cea mai importantă competiție fotbalistică de juniori din Germania. A fost creată în 2003 și este împărțită în trei divizii, respectiv Nord/Nordost, West și Süd/Südwest cu câte 14 echipe fiecare. Câștigătoarea fiecărei divizii și a doua clasată din divizia Süd/Südwest întră în play-off pentru stabilirea campioanei germane U-19. În competiție participă juniori cu vârste cuprinse între 17 și 19 ani.